# Onésime Reclus
Onésime Reclus (Orthez, 22 de septiembre de 1837 — París, 30 de junio de 1916) fue un geógrafo francés, especializado en las relaciones entre Francia y sus colonias.
En 1880 acuñó el término "francofonía" como un medio de clasificación de todos los pueblos del mundo, determinado por el idioma (en este caso francés) que hablan. Este término no aparecerá en los diccionarios hasta el año 1930, se volvió más importante desde el siglo XX como parte del replanteamiento conceptual de la cultura y la geografía.

## Vida y educación
Onésime nació como el mediano de los cinco hijos de Jacques Reclus (1796-1882), un ministro protestante y su esposa. Su familia se mudó a Orthez de Sainte-Foy-La-Grande, donde al menos uno de sus hermanos había nacido. Se casó y uno de sus hijos fue el destacado historiador Maurice Reclus (1883-1972).
Sus otros hermanos también fueron famosos:
- Élie Reclus (1827-1904), periodista y activista político anarquista.
- Élisée Reclus (1830-1905), galardonado con un premio de geografía y anarquista.
- Armand Reclus (1843-1927), geógrafo y explorador.
- Paul Reclus (1847-1914), cirujano y militante anarquista.

## Carrera
Reclus se convirtió en un geógrafo y  estaba particularmente interesado en Francia y sus colonias, que fue el tema de su primer libro, publicado en 1873. Por este tiempo, para Francia, las colonias en África eran más importantes que las del Caribe, y se había perdido o renunciado a aquellos territorios en América del Norte a principios del siglo XIX. 
A partir de 1869, Reclus ingresó como miembro de la Société de Géographie y como colaborador de la revista Tour du monde.
En 1880 Reclus, acuñó el término francophonie. Creía que las personas estaban conectadas por su idioma y su cultura, por ejemplo, el territorio continental francés, así como personas de habla francesa en el Caribe y África.
Reclus siguió interesado en los temas relacionados con Francia y sus colonias, como, por ejemplo, publicación de un libro sobre la relación entre Francia y Argelia en 1886.

## Obras seleccionadas
- Géographie de la France et de ses colonias, 1873
- Géographie: La Terre à vol d'oiseau, 1877
- Francia, Algérie et colonias, 1886
- À la France: sitios et monumentos, 1900-1906
- Lâchons l'Asie, prenons l'Afrique: Où renaître ? et comentario de durero ?,  1904
- Atlas de la France pittoresque, recueil de número de puntos de vista géographiques et pittoresques de tous les departamentos, accompagnées de avisos géographiques et légendes de explicatives, 1910-1912.[5]